# 黄花短蕊茶
黄花短蕊茶（学名：Camellia xanthochroma）是山茶科山茶属的植物，是中国的特有植物。分布在中国大陆的海南等地，生长于海拔160米的地区，多生长在疏林，目前尚未由人工引种栽培。

## 异名
- Camellia brachyandra H. T. Chang